# العلاقات البلغارية الناميبية
العلاقات البلغارية الناميبية هي العلاقات الثنائية التي تجمع بين بلغاريا وناميبيا.

## مقارنة بين البلدين
هذه مقارنة عامة ومرجعية للدولتين:
| وجه المقارنة                                              | بلغاريا                                                                             | ناميبيا      |
| --------------------------------------------------------- | ----------------------------------------------------------------------------------- | ------------ |
| المساحة (كم2)                                             | 110.99 ألف                                                                          | 825.62 ألف   |
| عدد السكان (نسمة)                                         | 7.08 مليون                                                                          | 2.53 مليون   |
| الكثافة السكانية (ن./كم²)                                 | 63.79                                                                               | 3.06         |
| العاصمة                                                   | صوفيا                                                                               | ويندهوك      |
| اللغة الرسمية                                             | اللغة البلغارية                                                                     | لغة إنجليزية |
| العملة                                                    | ليف بلغاري                                                                          | دولار ناميبي |
| الناتج المحلي الإجمالي (بليون دولار)                      | 56.83 مليار                                                                         | 13.24 مليار  |
| الناتج المحلي الإجمالي (تعادل القوة الشرائية) بليون دولار | 130.99 مليار                                                                        | 25.60 مليار  |
| الناتج المحلي الإجمالي الاسمي للفرد دولار أمريكي          | 8.03 ألف                                                                            | 4.67 ألف     |
| الناتج المحلي الإجمالي للفرد دولار أمريكي                 | 17.21 ألف                                                                           | 9.96 ألف     |
| مؤشر التنمية البشرية                                      | 0.782                                                                               | 0.628        |
| رمز المكالمات الدولي                                      | +359                                                                                | +264         |
| رمز الإنترنت                                              | .bg، .бг ‏                                                                           | .na          |
| المنطقة الزمنية                                           | ت ع م+02:00، ت ع م+03:00، أوروبا/صوفيا ‏، توقيت شرق أوروبا، توقيت شرق أوروبا الصيفي ‏ | ت ع م+02:00  |

## منظمات دولية مشتركة
يشترك البلدان في عضوية مجموعة من المنظمات الدولية، منها:
| علم المنظمة | اسم المنظمة                        | تاريخ انضمام بلغاريا | تاريخ انضمام ناميبيا |
| ----------- | ---------------------------------- | -------------------- | -------------------- |
|             | وكالة ضمان الاستثمار متعدد الأطراف | 23 سبتمبر 1992       | 25 سبتمبر 1990       |
|             | منظمة الشرطة الجنائية الدولية      | ?                    | ?                    |
|             | منظمة حظر الأسلحة الكيميائية       | ?                    | ?                    |
|             | منظمة التجارة العالمية             | 1 ديسمبر 1996        | ?                    |
|             | الأمم المتحدة                      | 14 ديسمبر 1955       | 23 أبريل 1990        |
|             | مؤسسة التمويل الدولية              | 22 يوليو 1991        | 25 سبتمبر 1990       |
|             | يونسكو                             | 17 مايو 1956         | 2 نوفمبر 1978        |
|             | البنك الدولي للإنشاء والتعمير      | 25 سبتمبر 1990       | 25 سبتمبر 1990       |
|             | الاتحاد البريدي العالمي            | ?                    | ?                    |
|             | الاتحاد الدولي للاتصالات           | 18 سبتمبر 1880       | 25 يناير 1984        |

## وصلات خارجية
- موقع وزارة الخارجية البلغارية